# Аль-Хаким ат-Тирмизи
Абу́ Абдулла́х Муха́ммад ибн А́ли ат-Тирмизи известный как аль-Хаким ат-Тирмизи (узб. الحيم اتيرمذي/Al Hakim at Termiziy; араб. الحسين الترمذي‎; точная дата рождения неизвестно, Термез, совр. Узбекистан — 932, Термез, совр. Узбекистан) — крупнейший представитель среднеазиатского суфизма, автор около восьмидесяти произведений. За глубину его знаний и широту кругозора, получил почетное прозвище аль-Хаким (мудрый).

## Биография
Ат-Тирмизи родился в Термезе. С восьми лет усердно занимался религиозными науками, а в возрасте двадцати восьми лет отправился в Мекку. Вернувшись из хаджа ат-Тирмизи стал изучать суфизм у известных в то время суфийских шейхов Абу Тураба ан-Нахшаби, Яхью аль-Джалла, Ахмада ибн Хадравайхи и др. Кроме того, в судьбе ат-Тирмизи большую роль сыграла его жена, разделявшая его взгляды. Среди учеников ат-Тирмизи стоит отметить Абу Али аль-Джузджани и Абу Бакра аль-Варрака, внёсших значительный вклад в продолжение его учения. Некоторые идеи ат-Тирмизи были переняты другим известным суфийским мыслителем Ибн Араби.
В своих проповедях и сочинениях, таких как «Илаль аш-Шариа» и «Хатм аль-Авлия», ат-Тирмизи рассуждал о смысле мусульманских обрядов, о «любви к Богу», о категориях мистиков, о «печати святых», существующей наряду с «печатью пророков». Фактически уравняв «в правах» святых (авлия) с пророками, ат-Тирмизи вызвал недовольство у правоведов (факихов) и власти. В результате ат-Тирмизи был вынужден, спасаясь от гонений, переехать в Балх, а затем и в Нишапур, где он приобрел многочисленных сторонников. Вскоре в связи с изменившейся политической ситуации ат-Тирмизи смог вернуться в Термез, где он и умер.
На могиле Ат-Тирмизи установлен Мавзолей Термизий.

## Мировоззрение
В своих произведениях ат-Тирмизи затрагивал вопросы души, её состояний и движений. Он развил учения о способах самосовершенствования и обуздания нафса (инстинктов), о страдании как очищении от грехов и т. д., которые оказали огромное влияние на последующую суфийскую психологию. Ат-Тирмизи был одним из первых, кто теоретически обосновал суфийские представления о святых (авлия).
По мнению ат-Тирмизи высшее доступное человеку знание — мистическая «марифа» (гносис), которую он отождествлял с «Божественным светом» (нуром), заключенным в сердцах людей. В отличие от обычного знания (ильм), сводящегося к истолкованию и применению положений исламского права (шариата), «марифа» постигает тайный смысл вещей и в конце концов саму «Божественную Сущность». Ат-Тирмизи считал, что Марифа — это безграничная милость, которую Бог дарует своим избранникам и что её невозможно обрести в процессе обучения. Марифа доступна суфийским святым (авлия), чьи души очистились от мирских привязанностей и чьи помыслы устремлены к Богу, однако простым верующим марифа не доступна.